# François Sakama
François Sakama, né le 12 décembre 1987, est un footballeur vanuatais, évoluant au milieu de terrain. Il joue au club tahitien de l'AS Central Sport depuis 2014. Il a terminé 24e ex æquo des meilleurs buteurs Tours préliminaires de la coupe du monde de football 2010, inscrivant 6 buts.